# Radešín (Martiněves)
Radešín je vesnice, část obce Martiněves v okrese Litoměřice v Ústeckém kraji. Je vzdálená asi tři kilometry jižně od Martiněvsi. Radešín leží v katastrálním území Radešín u Martiněvsi o rozloze 7,35 km².
K Radešínu náleží nedaleká osada nesoucí název Radešínek, situovaná uprostřed rozlehlých lánů polí, zhruba dva kilometry východně od Radešína. Čítá pouze několik čísel popisných, které ale navazují na číslování domů v Radešíně. Osada leží až na hranicích se Středočeským krajem. Radešín sousedí s Charvatci, Mšeným-lázněmi, Louckou, Poštovicemi, Šlapanicemi, Kmetiněvsí, Hospozínem a Břízou.

## Historie

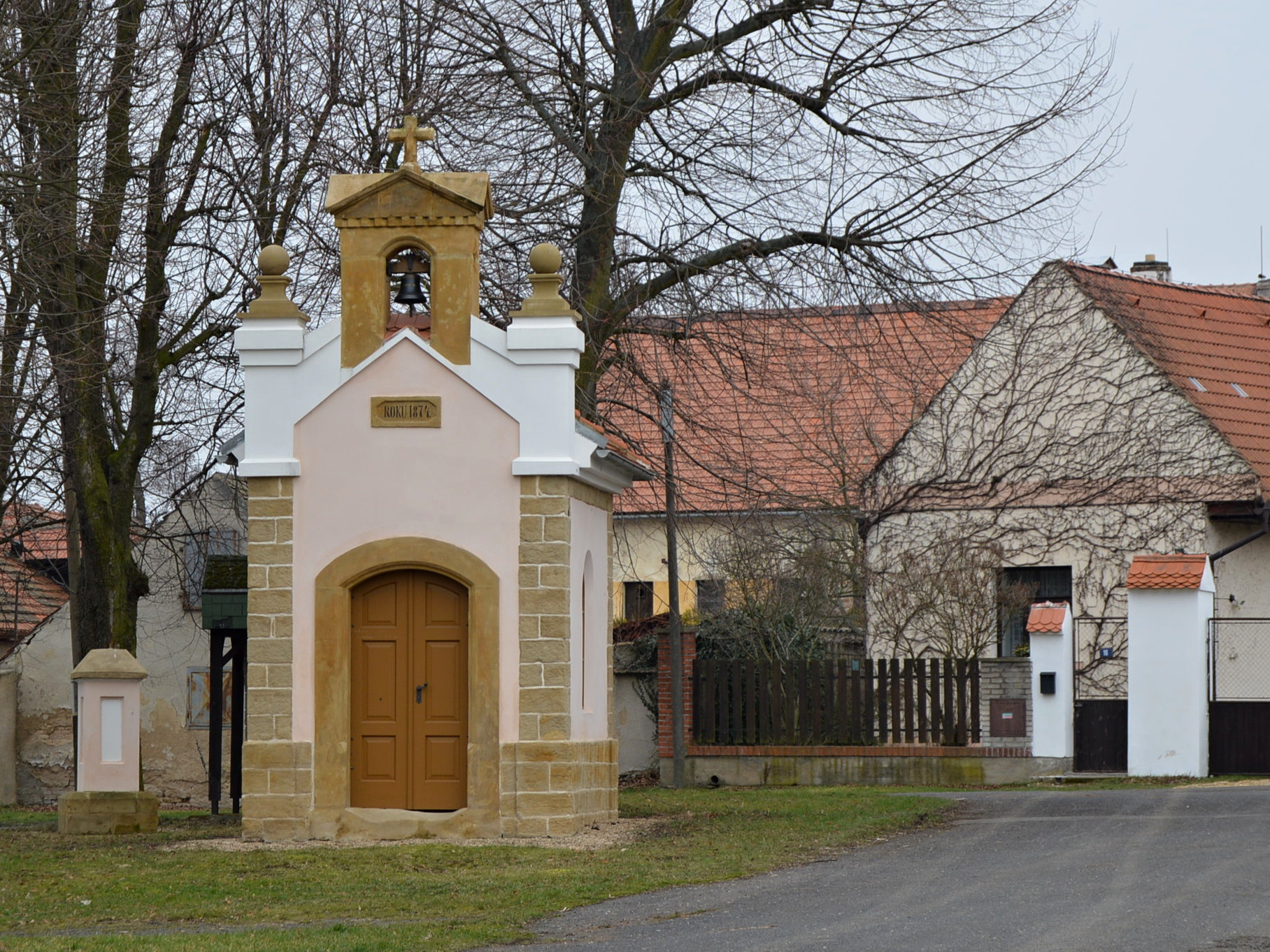
Zvonička na návsi

Obec měla původní jméno patrně Hradešín odvozovala svůj název od zaniklé tvrze – hradiště. Nejstarším známým majitelem obce byl nejspíše podle listiny z roku 1318 Macek z Radošína. Dalšími majiteli byli Konšelé z Radošína, uvádění do roku 1410. Později se vystřídalo několik dědiců, až byl statek roku 1718 zabaven Elsnicům za účast v české rebelii, přičemž jej zakoupili páni Kinští.
Společně s Radešínem se vyvíjely názvy obou částí: Radešín a Radešínek, Radošín a Radošínek, Velký Radošín a Malý Radošín – současně i německá verze Groß a Klein Radoschin.
První domy vznikaly na jihovýchodním okraji obce při cestě na Radešínek. Tato osada leží na bývalé formanské magistrále Praha - Drážďany - Berlín . Základem a centrem osady byl v minulosti zájezdní hostinec a další zájezdní hostinec se nacházel právě v Radešíně v čp. 3 nebo v Pohořicích.
Od 1734 do 1848 byla obec součástí zlonického panství. Po třicetileté válce došlo k nákaze obyvatel (zřejmě cholerou) a Radešín byl zcela vylidněn. Majitelem sem byli dosazeni němečtí obyvatelé z jiné části jeho panství. Dodnes má značná část obyvatel původně německá příjmeními.
V roce 1911 byla postavena škola. O Vánocích roku 1920 zahájila v činnost veřejná obecní knihovna. V provozu do sedmdesátých let byla také Mateřská škola v čp. 125, která pro zajímavost sídlila na úplně opačném konci vesnice, nežli škola.
Obě světové války do života v obcích nějak zvlášť nezasáhly. Ovšem doba po únoru 1948 velmi negativně obec zasáhla. V budovách bývalého statku Kinských byl zřízen státní statek. V této době též vzniklo v obci Jednotné zemědělské družstvo. Vzhledem k tomu, že zde byl velký počet sedláků, kteří odmítali do něj vstoupit, tak se nedařilo zakládat družstvo rychle. V roce 1952 byla postupně většina rodin sedláků mající nad 20 hektarů půdy násilně vystěhována. Běžné bylo, že podobně jako v jiných obcích někteří dokonce skončili v pracovním táboře, jejich dětem bylo zakázáno studovat a dostali též na doživotí zákaz vstupu nejen do obce, ale i celého okresu.
V roce 1954 došlo ke sloučení státního statku a JZD a o několik let později v roce 1961 bylo družstvo připojenu k tomu v Charvatcích. To se postupně rozvíjelo a vzniklo několik zemědělských staveb. Mělo vliv na většinu vývoje obce a pracovala v něm převážná část obyvatel. Doba socialismu měla za následek zaniknutí většiny spolků, z nichž byly výjimkou sbory dobrovolných hasičů.
Po roce 2000 se rozvoj soustředil jen do výstavby několika rodinných domů. Obec provozuje jako v ostatních místních částech obce Martiněves i zde veřejnou knihovnu, kde je občanům k dispozici také veřejný internet. Otevřená je jednou v týdnu. Knihovna sídlí ve stejné budově jako hasičská zbrojnice. V roce 2014 bylo na návsi postaveno dětské hřiště. Do budoucna se počítá s investicemi především do komunikační sítě.

### Stavby v obci

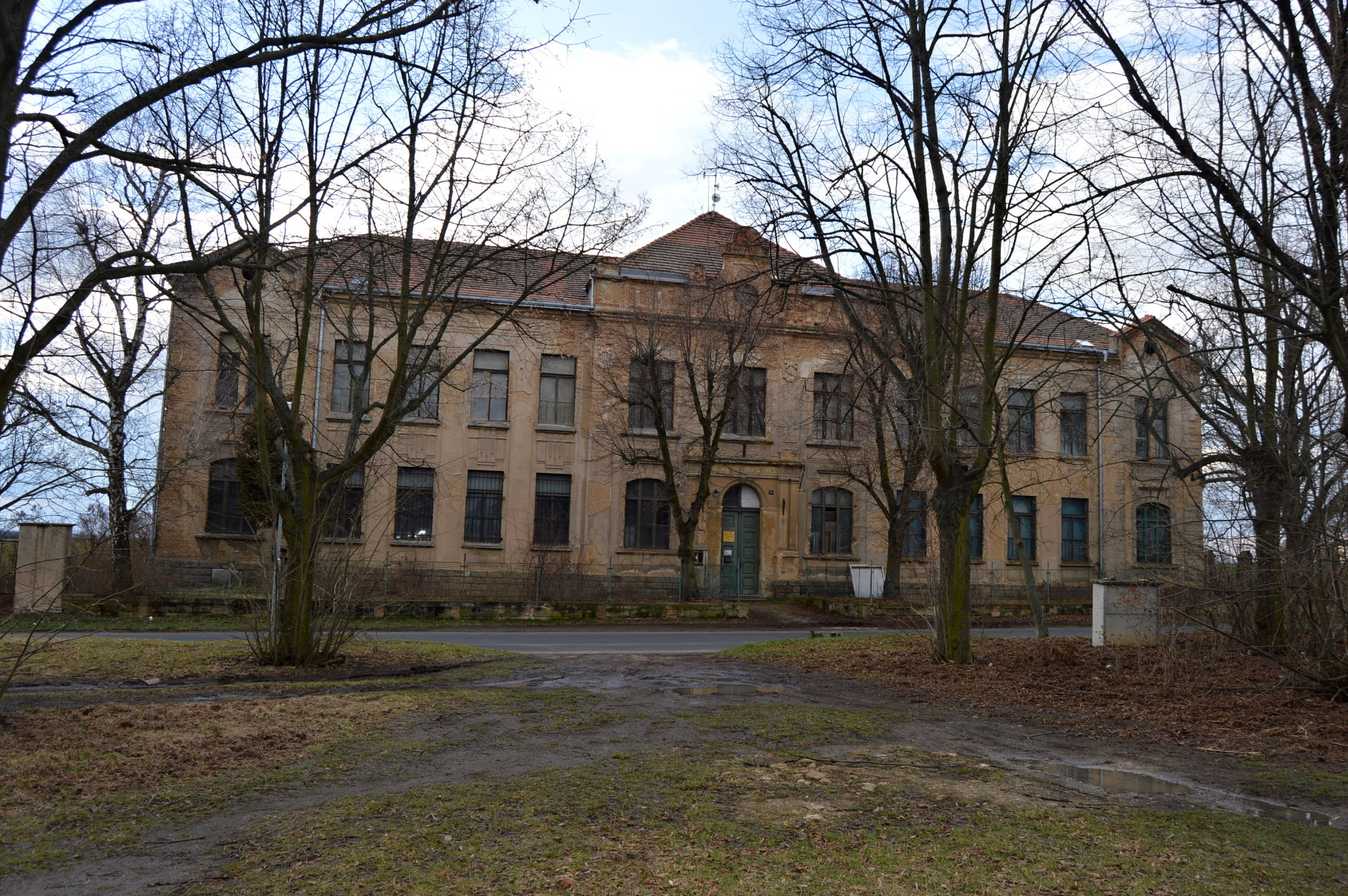
Bývalá škola

Od roku 1911 byla v Radešíně budova školy čp. 111, která byla v tomto roce postavena. Tato budova se pro zajímavost nachází jako 1. dům na samém okraji obce ve směru na Charvatce. Po kolaudaci, která proběhla dne 27. října 1911, byla budova dne 26. prosince 1911 vysvěcena charvateckým farářem Matějem Duškem. Vyučování začalo dne 1. listopadu 1911. Zpočátku bylo ve škole 122 žáků. Činnost školy byla z důvodu malého počtu žáků ukončena už v roce 1965. Nahradila jí škola ve Mšeném, která je spádovou školou dodnes.
V Radešíně není mnoho církevních staveb, neboť jsou v sousedních Charvatcích. Je zde jen kaplička, která se nachází u křižovatky silnic do Břízy a do Charvatec. Pochází z konce 18. století, v roce 2006 prošla rekonstrukcí. Na okraji návsi je ještě zvonička z roki 1847. Do ní byl při jejím zprovoznění přinesen zvonek ze staré zvoničky. Zvonek byl však roku 1918 rekvírován a rozlit. V roce 1920 byl za 600 korun zakoupen zvonek nový, ale byl odcizen. Zvonička dlouhá léta chátrala. Až v roce 2014 prošla rekonstrukcí a byl zde při slavnostním aktu vysvěcení dán nový zvon.
Podobně jako v Martiněvsi, je i v Radešíně pomník padlých obyvatel v první světové válce. Nachází se u křižovatky silnic směřujících na Charvatce a na Břízu (proti výše popisované kapličce). Na všech stěnách čtyřbokého pomníku jsou vtesána jména zdejších padlých hrdinů. K odhalení pomníku došlo dne 28. října 1920. Na okraji návsi zase u zvoničky stojí na vysokém podstavci busta Františka Palackého.
Při silnici na Šlapanice se nachází areál bývalé cihelny čp. 100. Cihelna v současné době neslouží svému účelu, zachoval se ale, z daleka viditelný, vysoký komín. V obci se nacházelo přibližně deset statků. Většina z nich se dodnes dochovala (čp. 2,3, 12,17, 22, 34) a nacházejí se převážně na návsi. Z dalších staveb v obci stojí za zmínku bývalá kovárna čp. 1.

### Živnosti
Většina obyvatel se v minulosti živila zemědělstvím, další drobnými živnostmi, které byly na vesnicích běžné. Až po roce 1990 s postupným zánikem družstva a tím i živočišné výroby se značně proměnila struktura zaměstnání a za prací začalo být nutné dojíždět.
Obchody

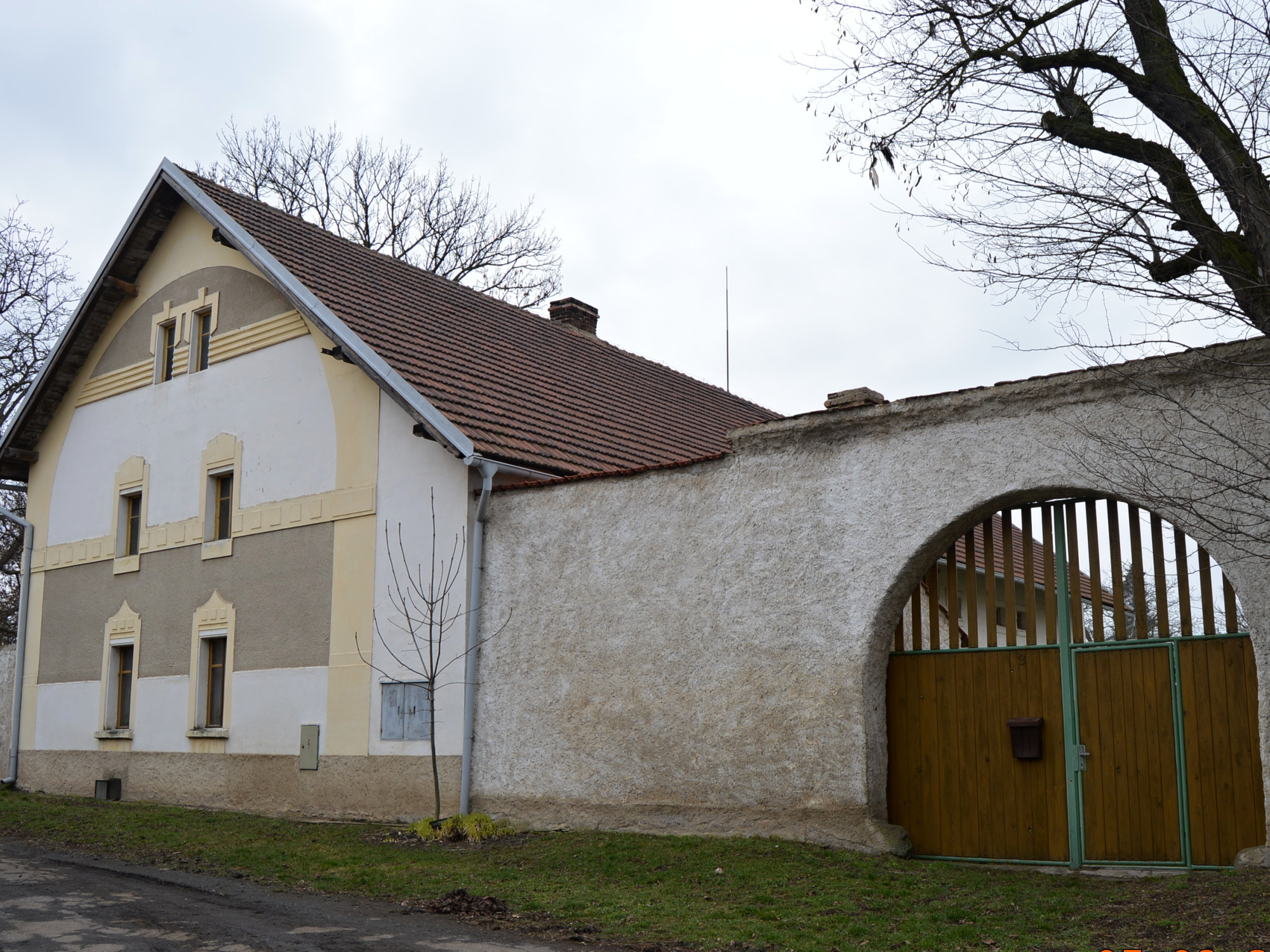
Radešín, zájezdní hostinec čp. 3

V roce 1820 byl v Radešíně obchod v čp. 55. Později obchod v domě pana Mojžíše čp. 47 a také v domě pana Suchého čp. 65, kde bylo i řeznictví. V sedmdesátých letech byla zřízena jednota, která byla po sametové revoluci zavřena. Obchod byl pak v devadesátých letech v budově hostince u Kotrbů, kde se (kromě několika let po roce 2000) nachází i dnes.
Hostince
Nejstarší hostinec byl v čp. 3, jednalo se o zájezdní hostinec. Stejně tak byl zájezdní hostinec v osadě Radešínek. Až do komunismu byly v provozu další hostince byly v čp. 33, čp. 50, čp. 91. Po té již zůstal zachován jen hostinec v domě čp. 33. Až v roce 2006 byl znovuobnovený hostinec U Bradáčů na návsi v čp. 91.

## Přírodní poměry

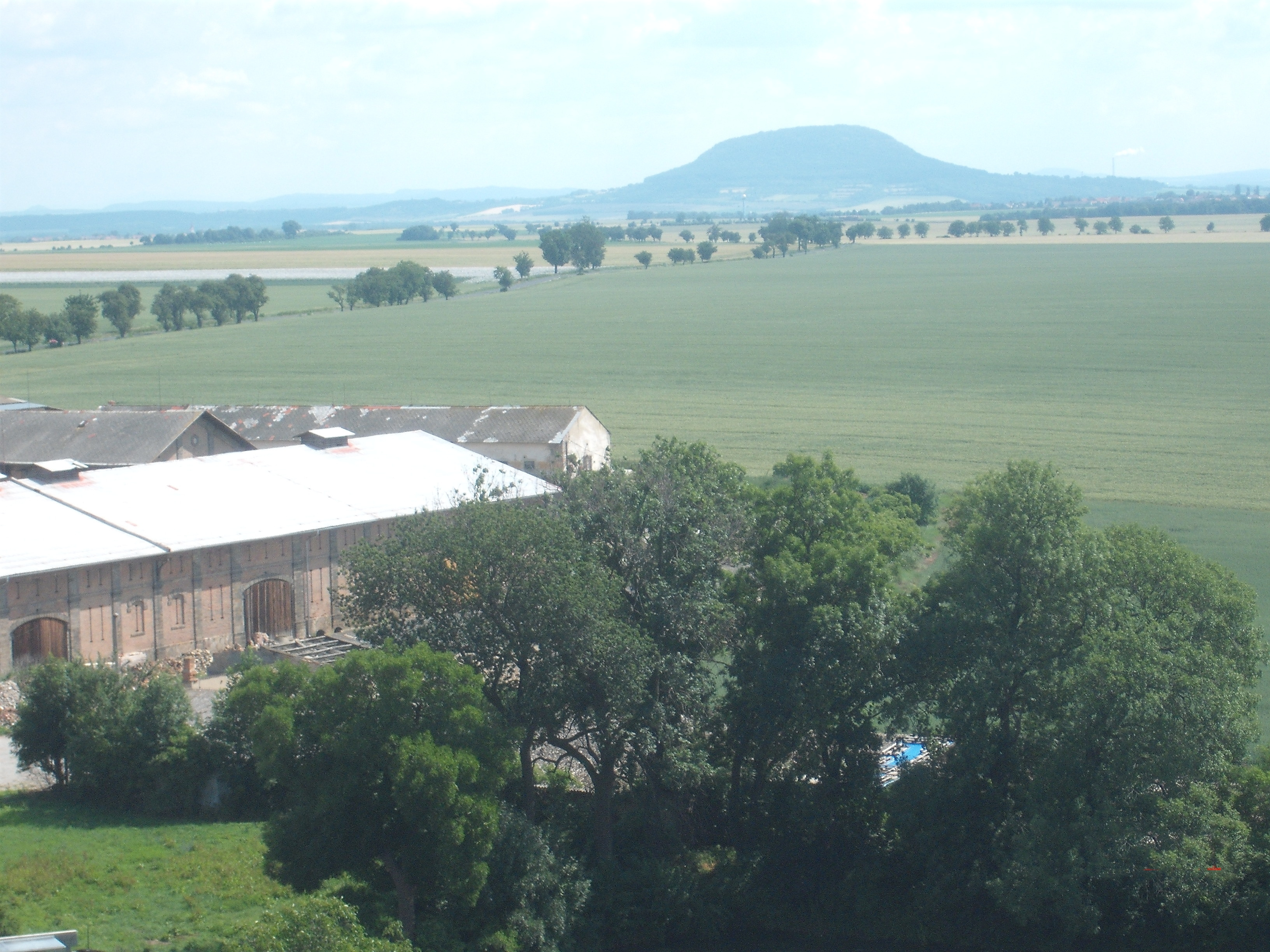
Lokalita Na vrchách, v pozadí hora Říp

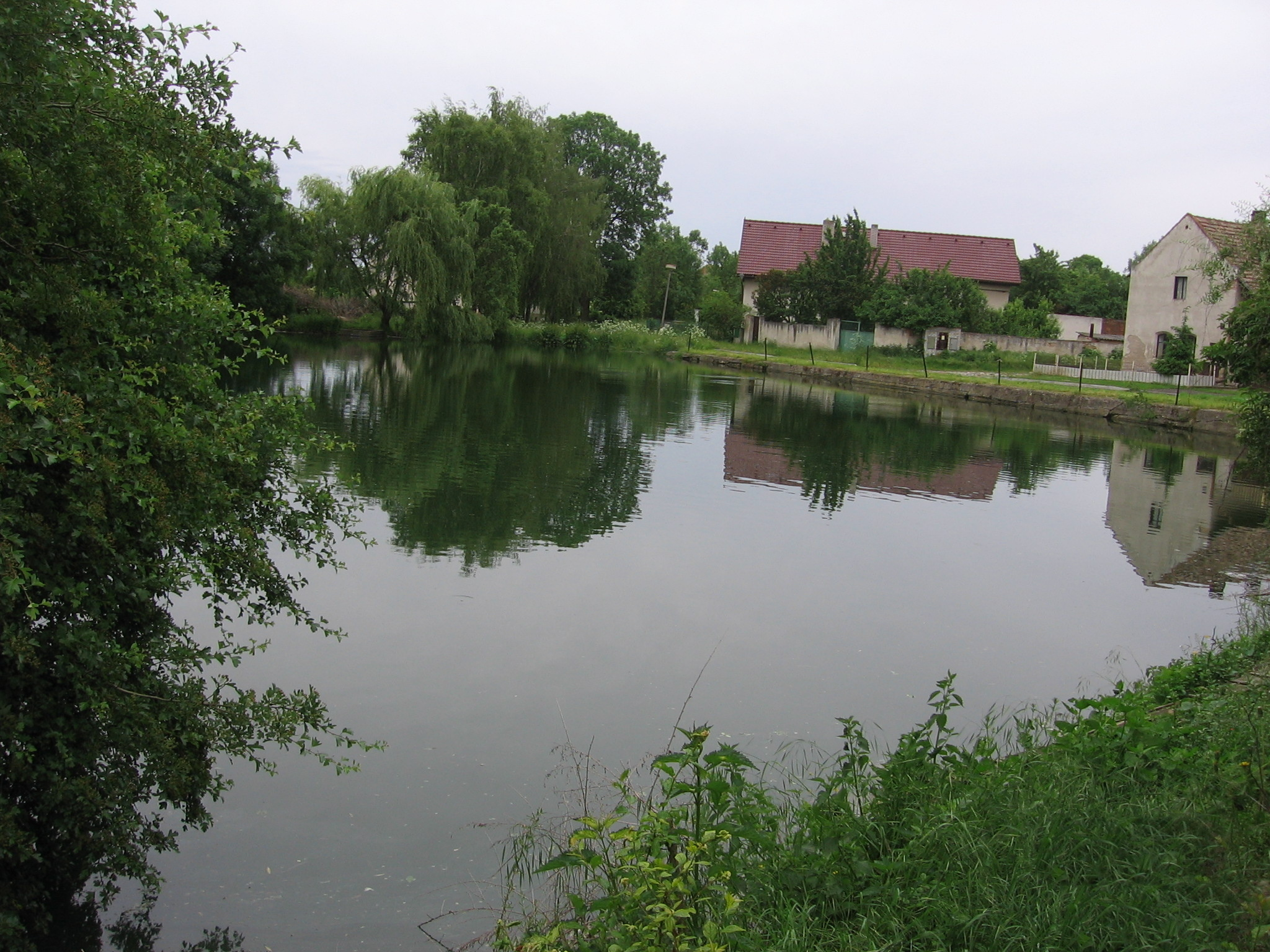
Panský rybník

Radešín leží v rovinatém kraji zvaném Podřipsko, jehož dominantou je hora Říp, 12 km jihozápadně od Roudnice nad Labem, 12 km severovýchodně od Slaného a 16 km severozápadně od Kralup nad Vltavou. Nachází se na hranicích ústeckého a středočeského kraje. V katastrálním území nejsou žádné lesy, převažujícím půdním typem jsou karbonátové černozemě na spraších, pod nimiž jsou jíly, a proto je veškerá půda je pro svou vysokou bonitu využívaná k zemědělství.
Oblast Podřipska patří mezi nejteplejší v celé České republice. Srážky v této oblasti jsou částečně ovlivněny srážkovým stínem severních pohoří. Ročně se pohybují okolo 500 milimetrů. Samotná vesnice je v mírné kotlině, kam se stahuje podzemní voda z okolí. V některých letech s nadprůměrnými srážkami je hladina spodní vody tak vysoká, že v některých domech zaplavuje sklepní prostory. V Radešíně jsou dva rybníky zvané Selský a Panský. Selský rybník se rozprostírá na návsi, kde se svým udržovaným okolím působí velice malebně. Panský rybník je poblíž bývalého statku Kinských a je menší a také mladší. V mapě stabilního katastru z roku 1840 ještě není.
Každého návštěvníka vesnice zaujme náves. Je téměř 200 metrů dlouhá a 150 metrů široká. Takto velkou náves nemá žádná z vesnic v okolí. Má oválný tvar a kromě rybníka jí dominují budovy honosných statků, které jí téměř celou obklopují. Neobvyklý je i tvar celé vesnice. Zatímco většinu tvořívá síť slepých ulic, v Radešíně jsou situovány do dvou okruhů. Jeden vede po návsi a druhý okolo ní. To zásadně zlepšuje místní orientaci.
Vesnici odvodňuje strouha, která vede směrem k Radešínku. V minulosti se klikatila a vedla až do osady, ovšem při scelování pozemků v padesátých letech 20. století byla narovnána a o přibližně jeden kilometr zkrácena. V leteckých snímcích z roku 1950 je ještě strouha patrná ve své původní trase. Po zkrácení byla na jejím novém konci vybudována retenční nádrž. V některých letech ale nestačí a voda přetéká dále do pole ve stopě bývalého koryta k Radešínku, kde se ztrácí, odtéká do Bakovského potoka a dále do Vltavy. Na severní straně katastru vede hranice rozvodí mezi Ohří a Vltavou.
Kromě vody okolí Radešína trápí i značná větrná eroze. Hřeben táhnoucí se od Peruce přes Lukov až k Radešínu, po kterém mj. vede i krajská hranice, je velmi narušený právě erozí. Místními se tato oblast nazývá Bělka, či Na bělkách, apod., jelikož zde zcela chybí svrchní půdní vrstva a vyskytuje se pouze jíl. V některých letech v zimě zase vítr způsobuje až dvoumetrové závěje. Proto je navržen severozápadně od Radešína větrolam, který by měl vesnici chránit před negativními vlivy větru. S realizací tohoto i dalších krajinotvorných prvků se počítá v souvislosti s pozemkovými úpravami, které budou fyzicky zahájeny v roce 2020.
Z tohoto důvodu byla také navržená v roce 2007 farma větrných elektráren, které měly být zhruba tři kilometry západně od obce. Původní návrh investora spočíval v realizaci 19 VTE o celkovém výkonu 38 MW, po té byl projekt značně zmenšen na 5 VTE, ovšem po petici občanů z obcí kolem nebyl projekt zrealizován.
Z hřebene za vsí je možný také široký rozhled z jihu na převážnou část Kladenska, Mělnicka až na okraj Prahy a ze severu na téměř celé České středohoří včetně části Krušných hor.
Na severovýchodě poblíž Mšených lázní se nachází pískovcový lom, kde se dodnes těží Mšenský pískovec.

## Obyvatelstvo
Počet obyvatel narůstal nejvíce v období od druhé poloviny 19. století a maxima dosáhl na počátku 20. století, kdy Radešín měl chvíli až přes 700 obyvatel. Z toho důvodu byla postavena škola a od roku 1911 se v ní vyučovalo. V první světové válce muselo narukovat několik desítek mužů do armády. Jejich památku oslavuje pomník padlých. Po druhé světové válce ovšem došlo postupnému úbytku obyvatel. V obcích se tak za První republiky snadno uživilo několik prodejen všeho druhu včetně několika hostinců.
Po únoru 1948 celou dobu komunismu ovšem došlo k postupnému úbytku obyvatel. Za úbytek mohlo jednak vystěhování několika rodin sedláků, a také odchod lidí do měst za lepším bydlením a za prací. Někteří z nich se vrátili zpátky, ale již jen jako chalupáři.
Po revoluci od roku 1990 se pokles obyvatel postupně zastavil a po roce 2000 začal mírně růst. Úbytek obyvatel byl za posledních 60 let více než dvojnásobný (z 600 na 250). Ve skutečnosti je počet obyvatel vyšší, vliv na to má fakt, že v Radešíně žije až 20% obyvatel bez přihlášení k trvalému pobytu.
Počet domů se také měnil, přes dvacet čísel popisných dnes již neexistuje. V Radešíně se můžeme setkat s velmi chaotickým číslování domů, je časté, že dvě sousední čísla jsou na opačných stranách vesnice.
|                                         | 1869 | 1880 | 1890 | 1900 | 1910 | 1921 | 1930 | 1950 | 1961 | 1970 | 1980 | 1991 | 2001 | 2011 | 2021 |
| --------------------------------------- | ---- | ---- | ---- | ---- | ---- | ---- | ---- | ---- | ---- | ---- | ---- | ---- | ---- | ---- | ---- |
| Obyvatelé                               | 450  | 561  | 666  | 706  | 668  | 638  | 632  | 412  | 356  | 306  | 271  | 239  | 227  | 239  | 243  |
| Domy                                    | 136  | 85   | 98   | 109  | 116  | 120  | 130  | 135  | 104  | 96   | 87   | 102  | 119  | 116  | 118  |
| Tabulka zahrnuje údaje osady Radešínek. |      |      |      |      |      |      |      |      |      |      |      |      |      |      |      |

## Samospráva
Do 30. dubna 1976 byl Radešín vždy samostatnou obcí. Od 1. května 1976 se stal místní částí obce Martiněves. Po roce 1990 byla snaha obec zpátky osamostatnit, ovšem díky úbytku počtu obyvatel se z těchto plánů nakonec ustoupilo.
Do reformy územního členění z roku 1949 patřil Radešín do středních Čech, od té doby je součást severních Čech. Z církevního členění patří stále pod Arcibiskupství pražské, farnost Budyně nad Ohří.

### Územněsprávní členění
- od středověku do 1714 – Slánský kraj[17]
- 1714–1850 – Rakovnický kraj (sídlo Slaný)[17]
- 1850–1855 – Pražský kraj, politický okres Roudnice nad Labem, soudní okres Libochovice[17]
- 1855–1862 – Litoměřický kraj, politický okres Roudnice nad Labem, soudní okres Libochovice
- 1862–1939 – Země Česká, politický okres Roudnice nad Labem, soudní okres Libochovice
- 1939–1942 – Země Česká, Oberlandrat Mělník, politický i soudní okres Roudnice nad Labem [18]
- 1942–1945 – Země Česká, Oberlandrat Praha, politický i soudní okres Roudnice nad Labem [19]
- 1945–1949 – Země Česká, politický okres Roudnice nad Labem, soudní okres Libochovice
- 1949–1960 – Ústecký kraj, okres Roudnice nad Labem
- 1960–2001 – Severočeský kraj, okres Litoměřice
- od 2001 – Ústecký kraj, okres Litoměřice, ORP Roudnice nad Labem

## Hospodářství a doprava

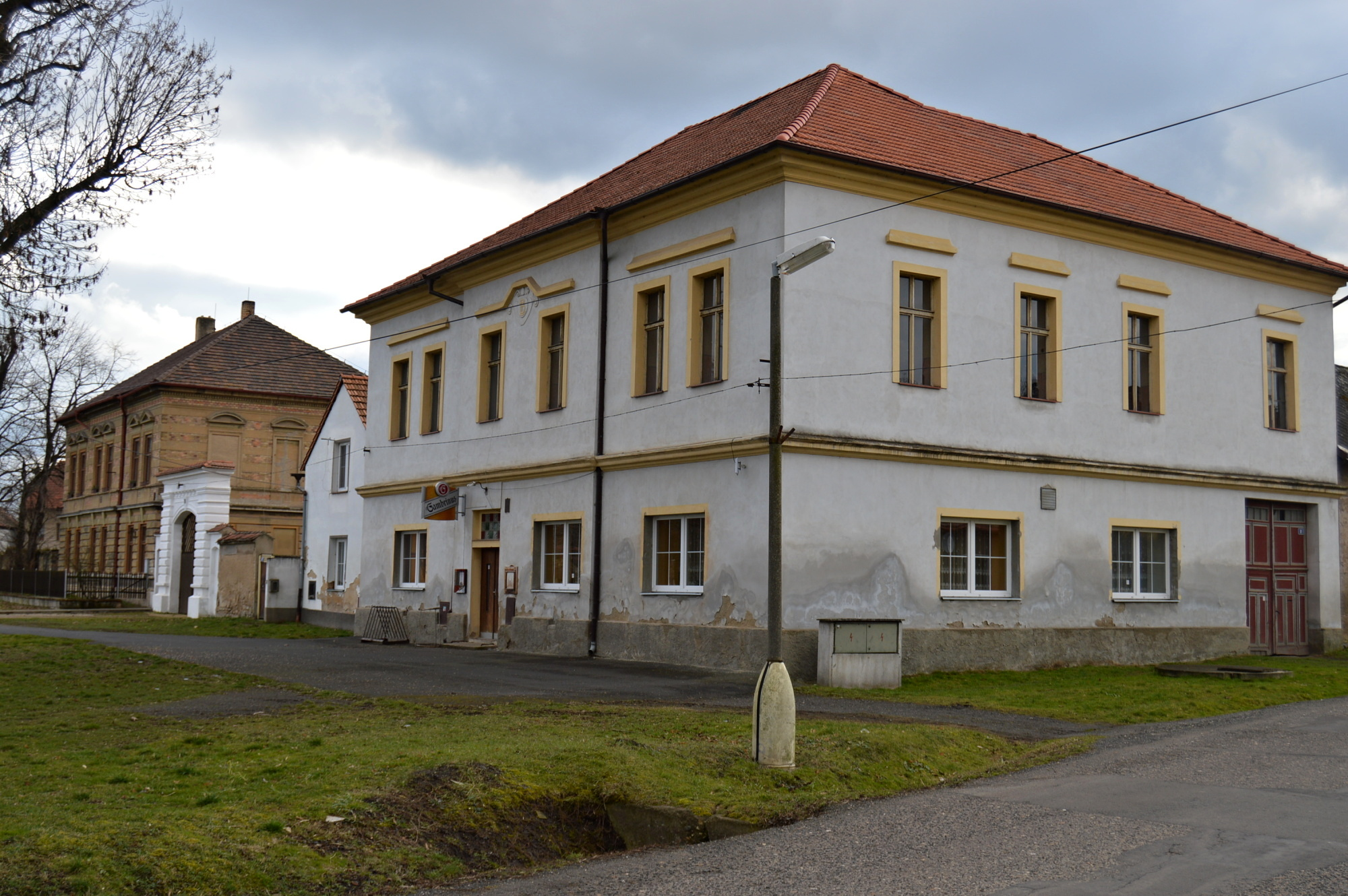
Hostinec U Bradáčů

V obci je obchod s potravinami a hostinec. Druhý hostinec U Bradáčů je na návsi. V budově bývalé školy je dnes provozována truhlářská dílna, zabývající se renovací nábytku. V současné době je zde i kadeřnictví. Působí zde několik soukromých farem, které obhospodařují převážnou část polí v okolí. Je zde několik živnostníků, zbylí lidé dojíždějí za prací do firem na Roudnicku nebo Slánsku.
Radešín má kompletní vybavení veřejnými sítěmi. Naproti tomu Radešínek má pouze elektřinu, která je přivedena ze sousedního středočeského Hospozínku. S ostatními sítěmi z důvodu malého počtu domů se nepočítá.
Elektrifikace obce proběhla ve dvacátých letech 20. století. Při výstavbě sušárny v zemědělském areálu na konci šedesátých let bylo nutné posílit elektřinu a byla postavena druhá trafostanice, která rozvádí proud do východní části vesnice. Ještě za socialismu byly rozvody proudu umístěny pod zem. Elektrifikováno je 100% obyvatel.
Na počátku padesátých let byla vybudována hlavně v okolí návsi dešťová kanalizace. Obyvatele k tomu vedly již neúnosné problémy s podzemní vodou, díky níž byla náves velmi zamokřená a několikrát dokonce i zaplavena při přívalových deštích. Bylo také prohloubeno koryto strouhy a zvětšena odtoková roura ze Selského rybníka. Část Radešína okolo statku Kinských byla dešťovou kanalizací odvodněna již při výstavbě statku ve druhé polovině 19. století a měla funkci, aby odvedla vodu do Panského rybníka.
V roce 1964 byl položen obecní vodovod. Trubky byly původně z azbestocementu, v roce 2010 byla část při stavbě kanalizace vyměněna za plast a v roce 2016 došlo k výměně ve zbylé části obce rovněž s výstavbou kanalizace. Voda je dopravována z úpravny v Brníkově do vodojemu u Martiněvsi a dále do všech místních částí obce Martiněves. Do roku 2014 byla voda jímána v nedalekém Močidelském údolí, postupně ale přestala být nezávadná a byla propojena s vodovodem ve Mšených lázních, což umožnilo využít vodu právě z Brníkova. Vodovod zásobuje 100 % obyvatel.
Od počátku devadesátých let 20. století byla snaha vybudovat plynofikaci, to se podařilo až v roce 1997.
Splašková kanalizace byla budována ve dvou etapách. První etapa proběhla v roce 2010, kdy byla položena při silnici do Charvatec a postavena jímka. V roce 2016 byla dokončena v celé obci. Splašky jsou gravitačně dopraveny do jímky poblíž Panského rybníka a přečerpávány do Charvatec a dále do ČOV Mšené lázně.
V Radešíně je také rozvedeno telefonní vedení. V části obce bylo v devadesátých letech položeno pod zem.
V roce 2021 se počítá s položením optického kabelu po celé vesnici, každý dům tak bude mít k dispozici vysokorychlostní internetové připojení.
V okolí Radešína prochází také několik vedení nadregionálního významu. Jižně od obce ve vzdálenosti zhruba dva kilometry prochází ropovody Družba a Ingolstadt z Kralup nad Vltavou do Litvínova, produktovod společnosti Čepro a.s., dálkovod etylénu, dálkový produktovod etylénbenzenu, dále tranzitní plynovody, VVTL DN 700, a VVTL plynovod Hospozín-Čížkovice DN 300, který prochází přímo katastrem obce. V roce 1996 došlo k havárii produktovodu. Únik byl způsoben zloději, kteří navrtali produktovod. Z něj uniklo asi 1 300 000 litrů benzínu Natural. Uniklý benzín vytvořil v místě havárie jezero o rozměrech zhruba 150x50 metrů o hloubce místy až 0,3 m. V důsledku tohoto úniku došlo k masivnímu znečištění zemin a podzemní vody. Velkým nebezpečím při tomto úniku bylo to, že nad jezerem uniklého benzínu došlo k úniku methanu a nedaleko místa havárie bylo elektrické vedení vysokého napětí takže hrozilo nebezpečí výbuchu což by způsobilo vzhledem dalším sítím katastrofu. Náklady na dekontaminaci území zde dosáhly částky 80 milionů korun.
Obcí prochází několik silnic III. třídy. Komunikace jsou v dobrém stavu. V roce 2010 byla rekonstruována silnice na Radešínek, v roce 2014 do Charvatců. Kompletně opravené jsou i všechny krajské i místní komunikace v obci, k čemuž došlo po výstavbě kanalizace v roce 2017.
- III / 23927 - spojuje Charvatce a Radešín a pokračuje do Kmetiněvsi na II/239 (směr Velvary)
- III / 23928 - z Radešína na jihozápad k II/118 (směr Slaný)
- III / 24043 – z Radešína na východ do Břízy na II/240 (směr D8 a Roudnice nad Labem)
- III / 24041 – odbočuje z III/24043 a vede jižně na Radešínek a Hospozínek

Dálnice D8 (exit 29) je ve vzdálenosti 9 km. Dálnice D7 (exit 18) je ve vzdálenosti 18 km. Cesta z Radešína na okraj Prahy oběma směry trvá přibližně 30 minut.
Dopravní obslužnost autobusy zajišťuje kraj. Je kvalitně zajištěna v pracovních dnech. Jezdí jednak v rámci integrovaného systému Doprava Ústeckého kraje (DÚK) a to linka 687 do Roudnice nad Labem nebo do Loun. Další linka 638 jezdí do Litoměřic. Dále je obec zapojená i do Pražské integrované dopravy (PID). V ní jezdí páteřní linka 650 do Slaného. Odtud je kvalitní návaznost na Prahu a nebo Kladno. Přímými spoji denně v hodinovém intervalu ve špičce a dvouhodinovém mimo ni se tam a zpět lze dopravit do Roudnice nad Labem, Slaného, Litoměřic, některé spoje jedou přímo do Libochovic, Lovosic, Loun a s jedním přestupem i do Prahy, Kladna. Cesta na metro Veleslavín trvá přibližně hodinu.

## Spolky
Dříve se zde vyskytovaly tyto různé spolky:
- Čtenářská beseda (1893)
- Sbor dobrovolných hasičů (1896)
- Radoš (1896)
- Raiffeisenka (1899) (sdružovala obyvatele jako záložní spolek)
- Dělnická tělovýchovná jednota Vlast (28. května 1920)
- Tělovýchovná jednota Sokol (13. června 1920)

Do dnešní doby se z původních spolků dochoval jen Sbor dobrovolných hasičů. V porovnání se sbory v Martiněvsi a v Charvatcích, jsou jeho členové nejaktivnější a podílí se na údržbě nebo kulturním životě v obci (např. pořádají pálení čarodějnic). Daří se jim také vychovávat nové členy, od roku 2015 jsou součástí celostátní soutěže Plamen. Pravidelně se účastní hasičských soutěží v okolí. U rybníka na návsi se od roku 1975 každý rok poslední červnovou sobotu pořádají soutěže v požárním sportu, které se účastní většina sborů z okolí. Myslivce z těchto obcí udružuje spolek Martinské stráně. Stejně tak i včelaři mají společný spolek.

## Pamětihodnosti

### Statek Kinských čp. 77

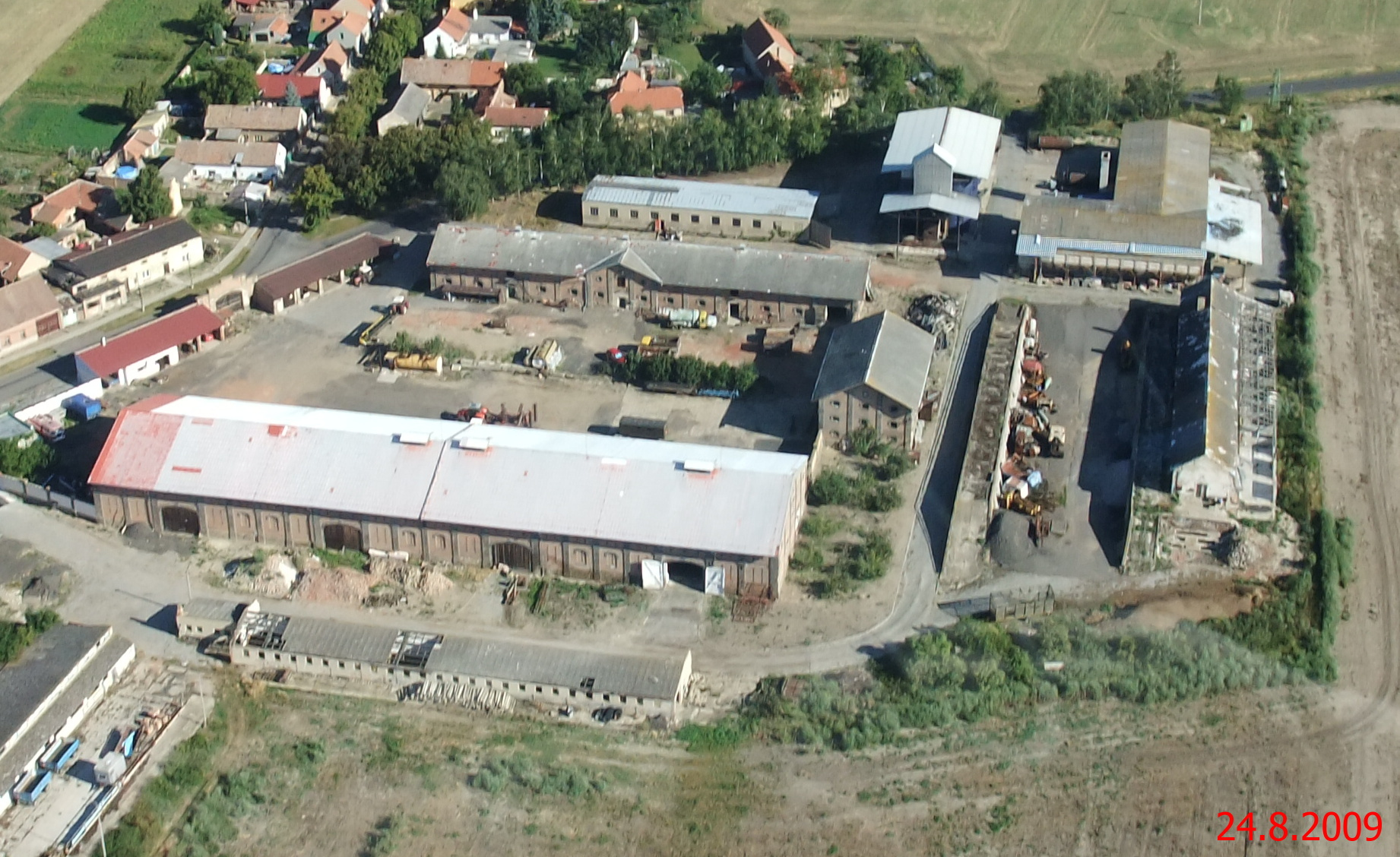
Bývalý statek Kinských

V Radešíně se nachází areál bývalého panského dvora v č.p. 77. Na klenáku vstupní brány je znak rodu Kinských, kterým po dlouhá léta patřil. Kinští měli již statky v Martiněvsi i v Charvatcích, tento je z nich nejmladší, ale také největší. Za jejich držení byl v prvním desetiletí 20. století dvůr přestavěn zhruba do dnešní podoby. Statek je velice zachovalý a raritou jsou stodoly, které jsou svou velikostí 100x25 metru (2500 m²) jinde nevídané. Jeho součástí byl ještě špýchar a chlév. V padesátých letech 20. století zde vznikl státní statek a ten byl po pár letech připojen k JZD Charvatce. Okolo statku později při vzniku JZD vznikly další budovy (sila, sušárna, vepřín, atd.). V současné době je zde rodinná farma.

## Osobnosti
- Emanuel Vencl (1874–1939), politik

## Fotografie

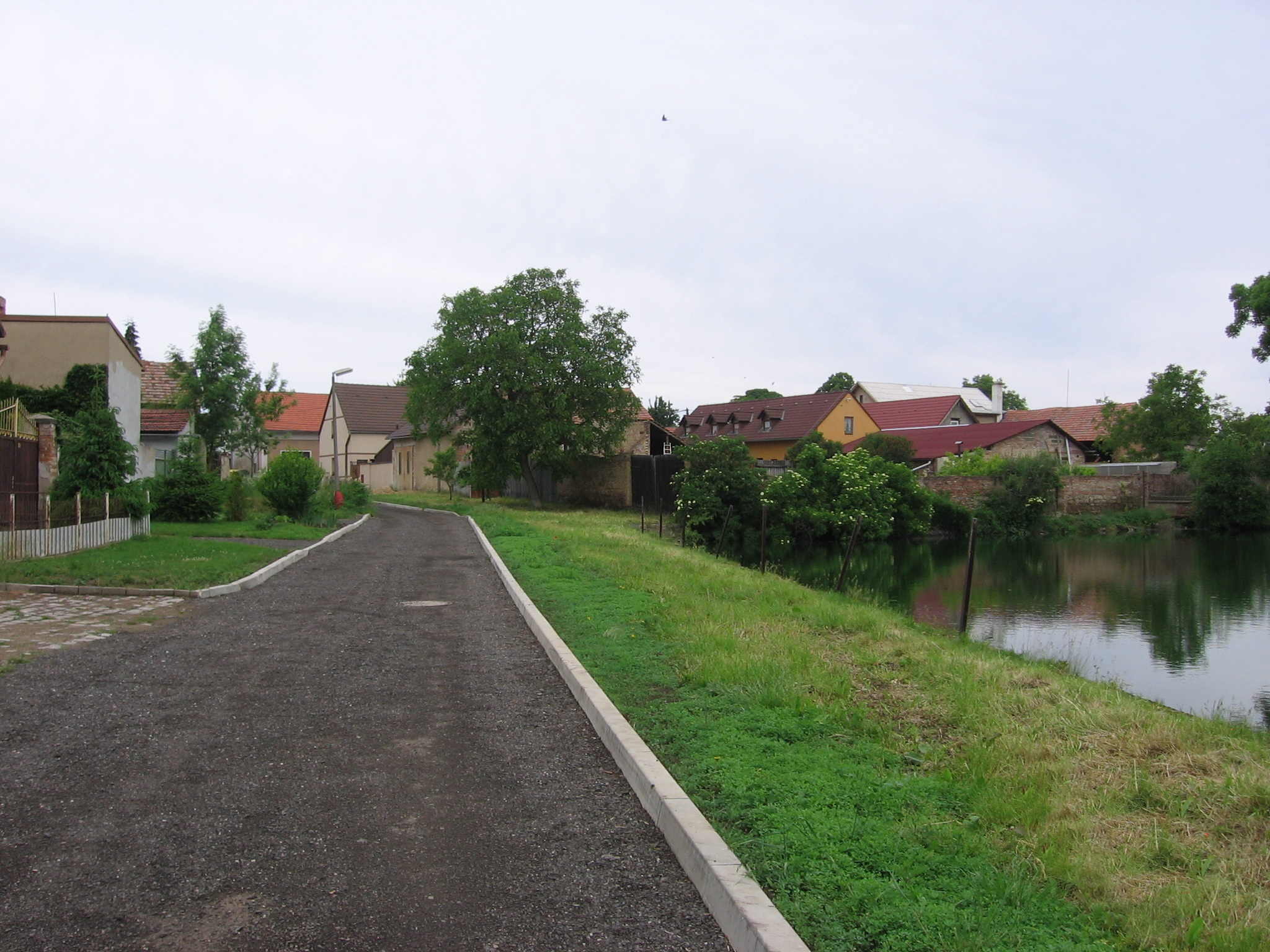
Panský rybník od jihovýchodu
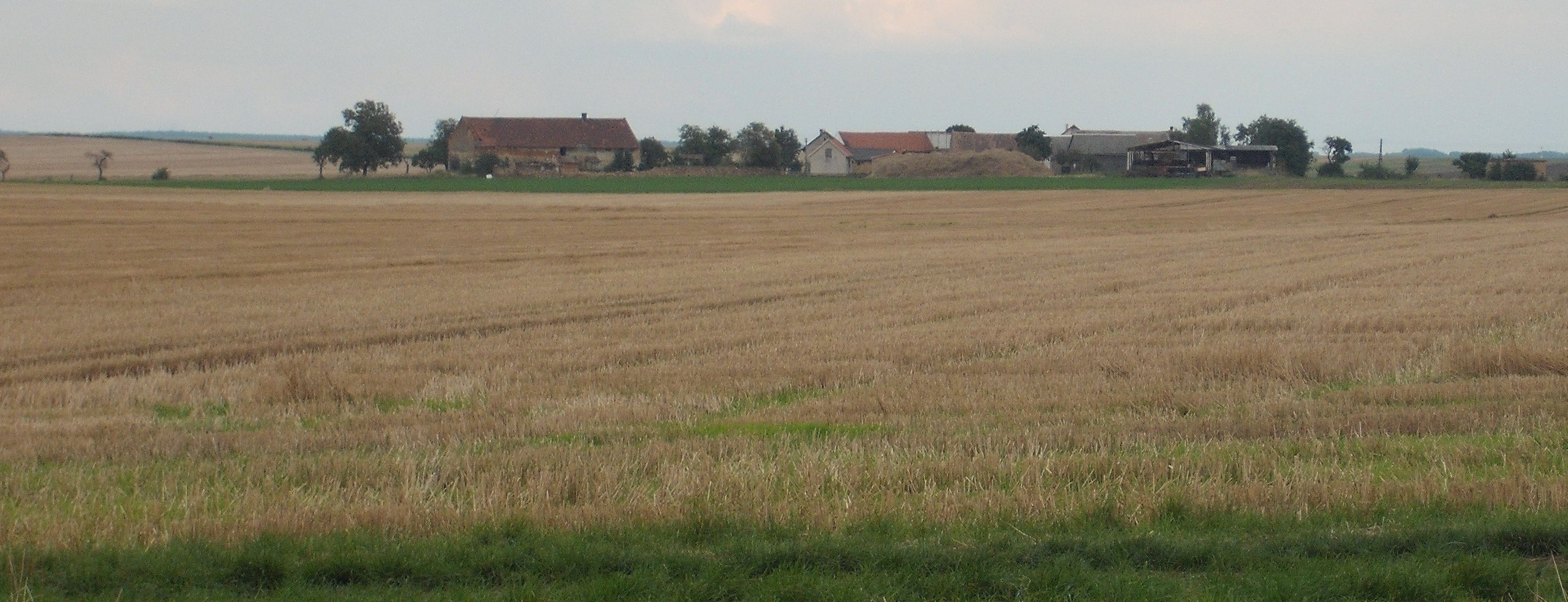
Osada Radešínek
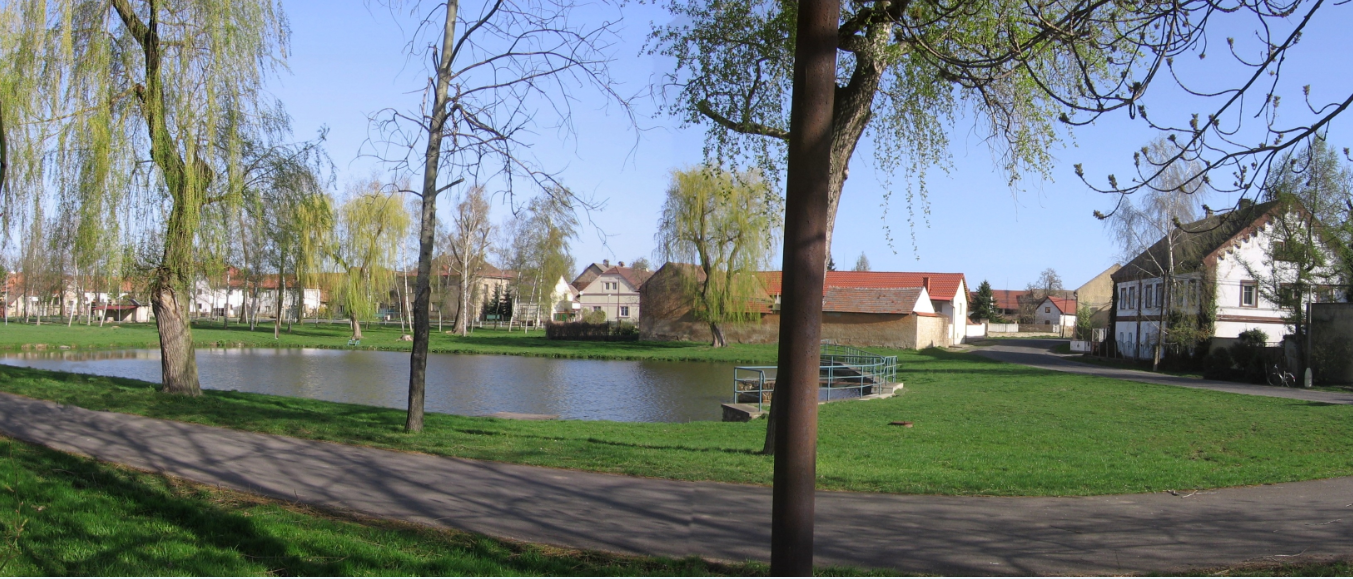
Radešín náves od jihu
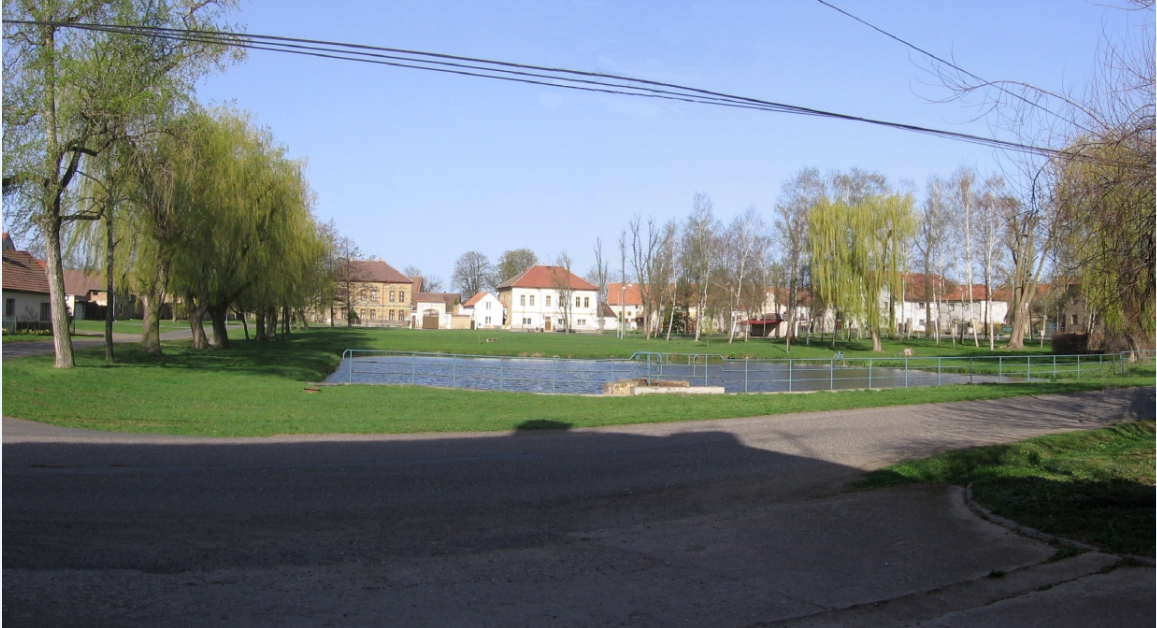
Radešín náves od východu
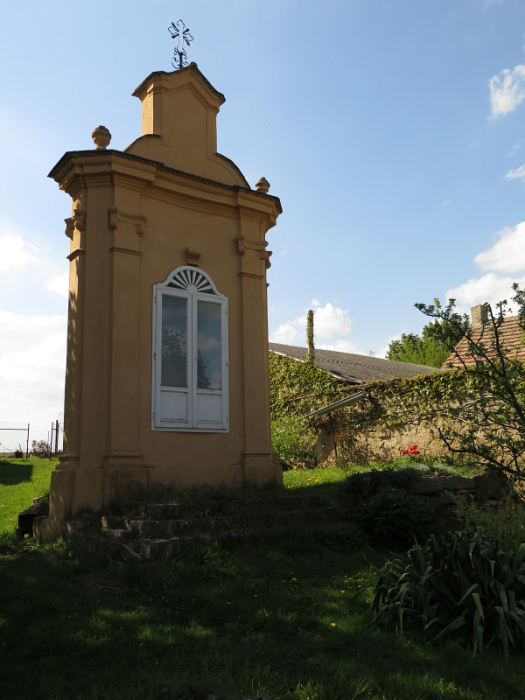
Výklenková kaplička
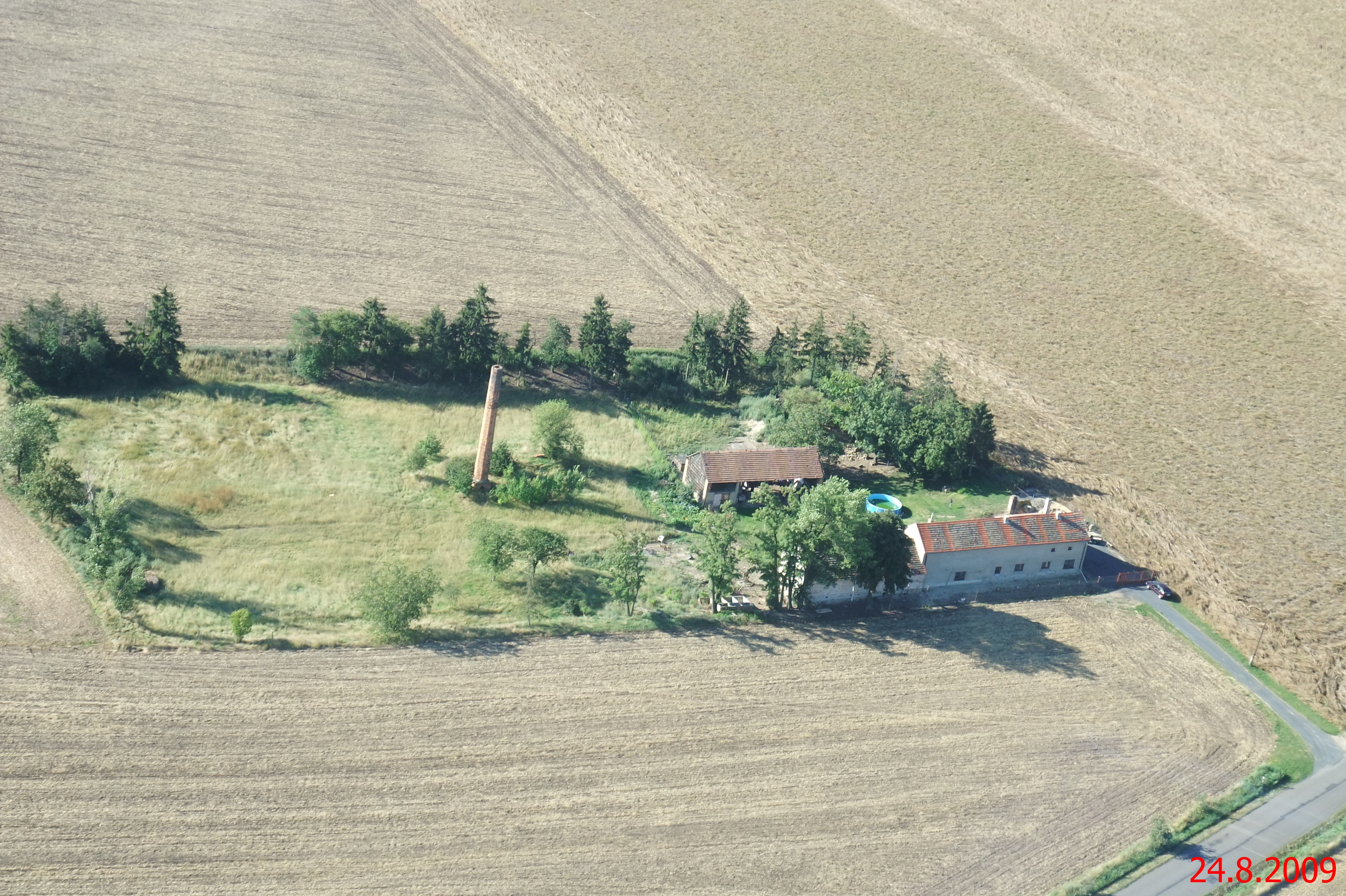
Bývalá cihelna v Radešíně
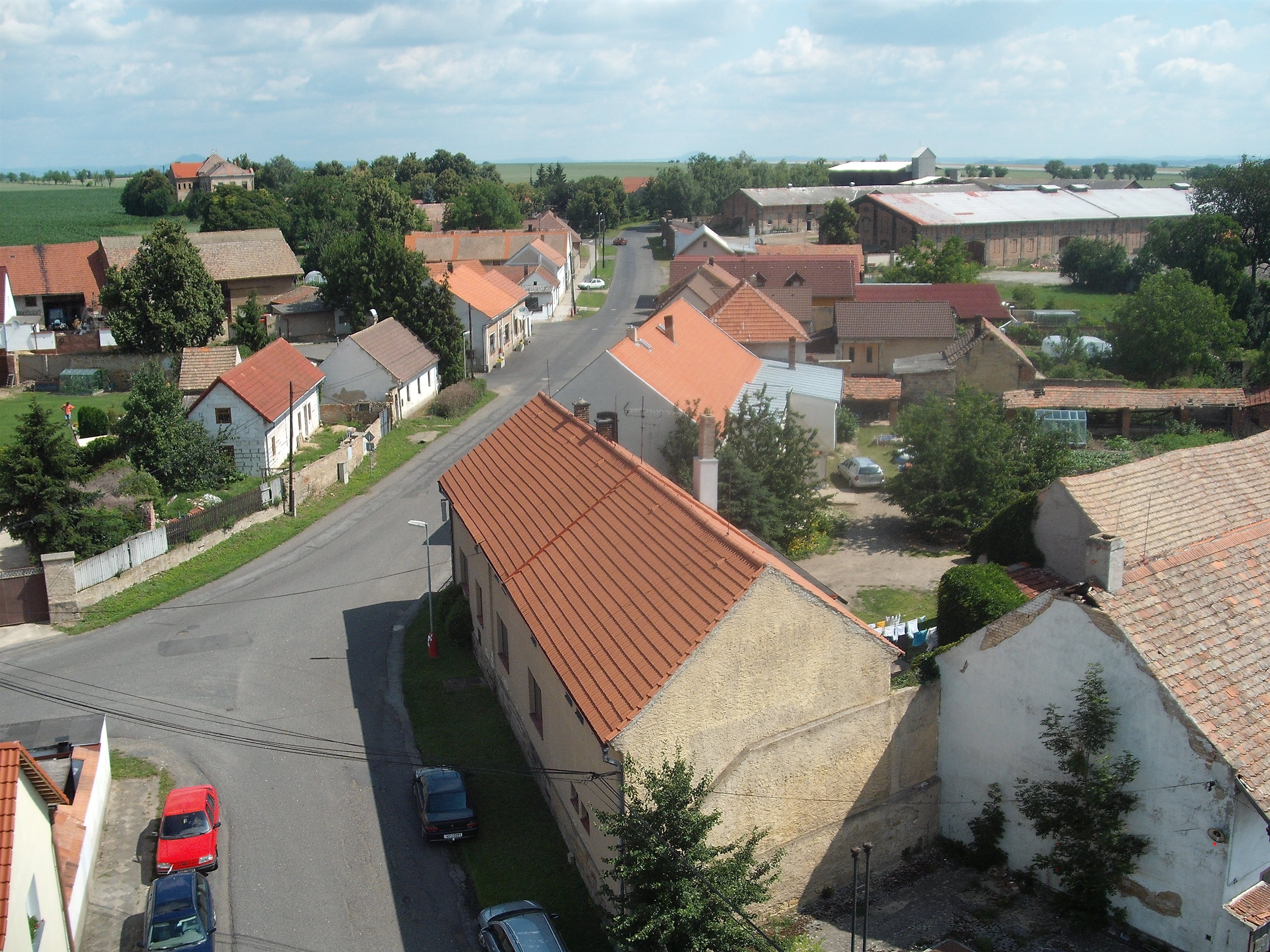
Severovýchodní část Radešína
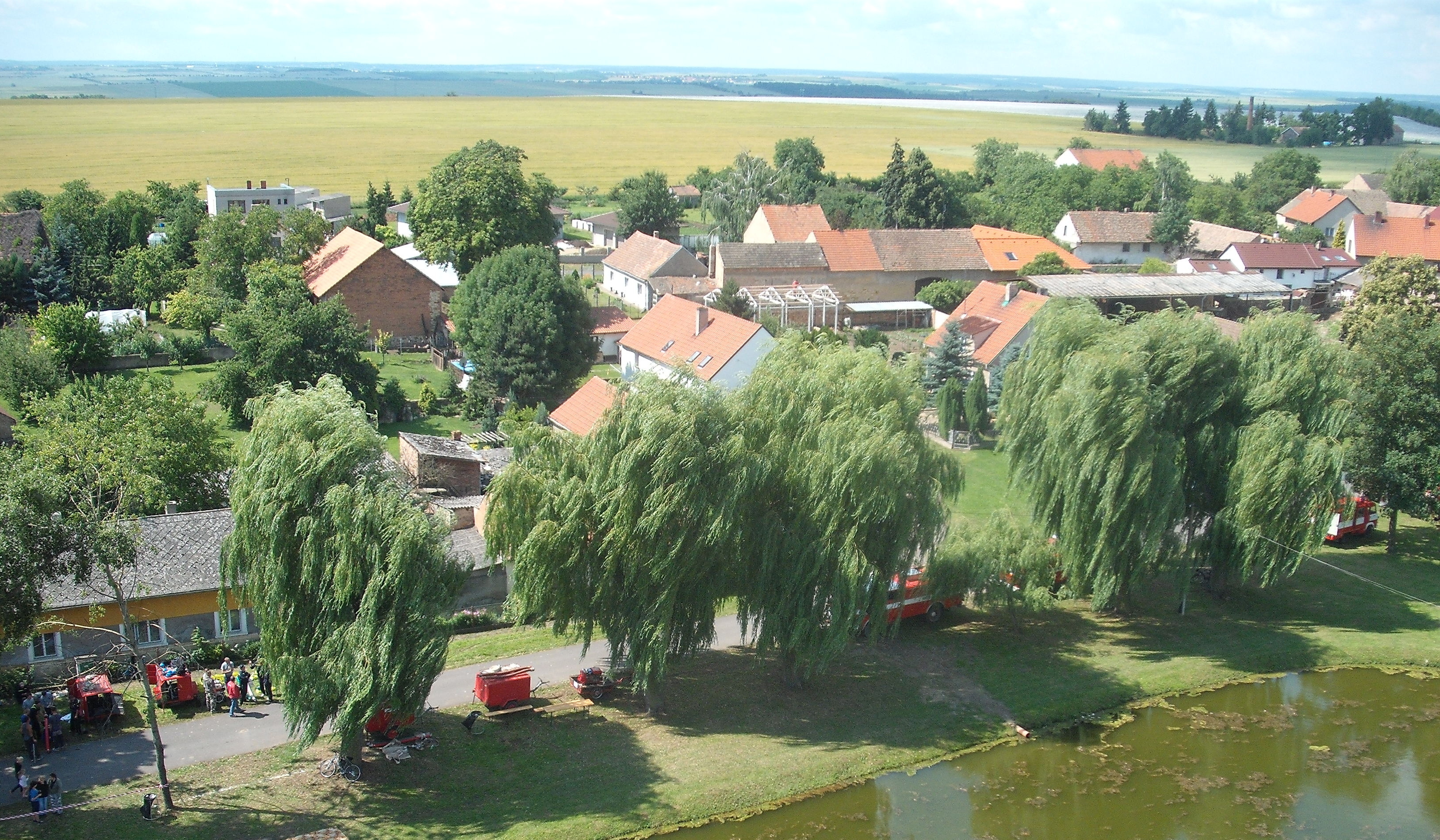
Jihozápadní část Radešína
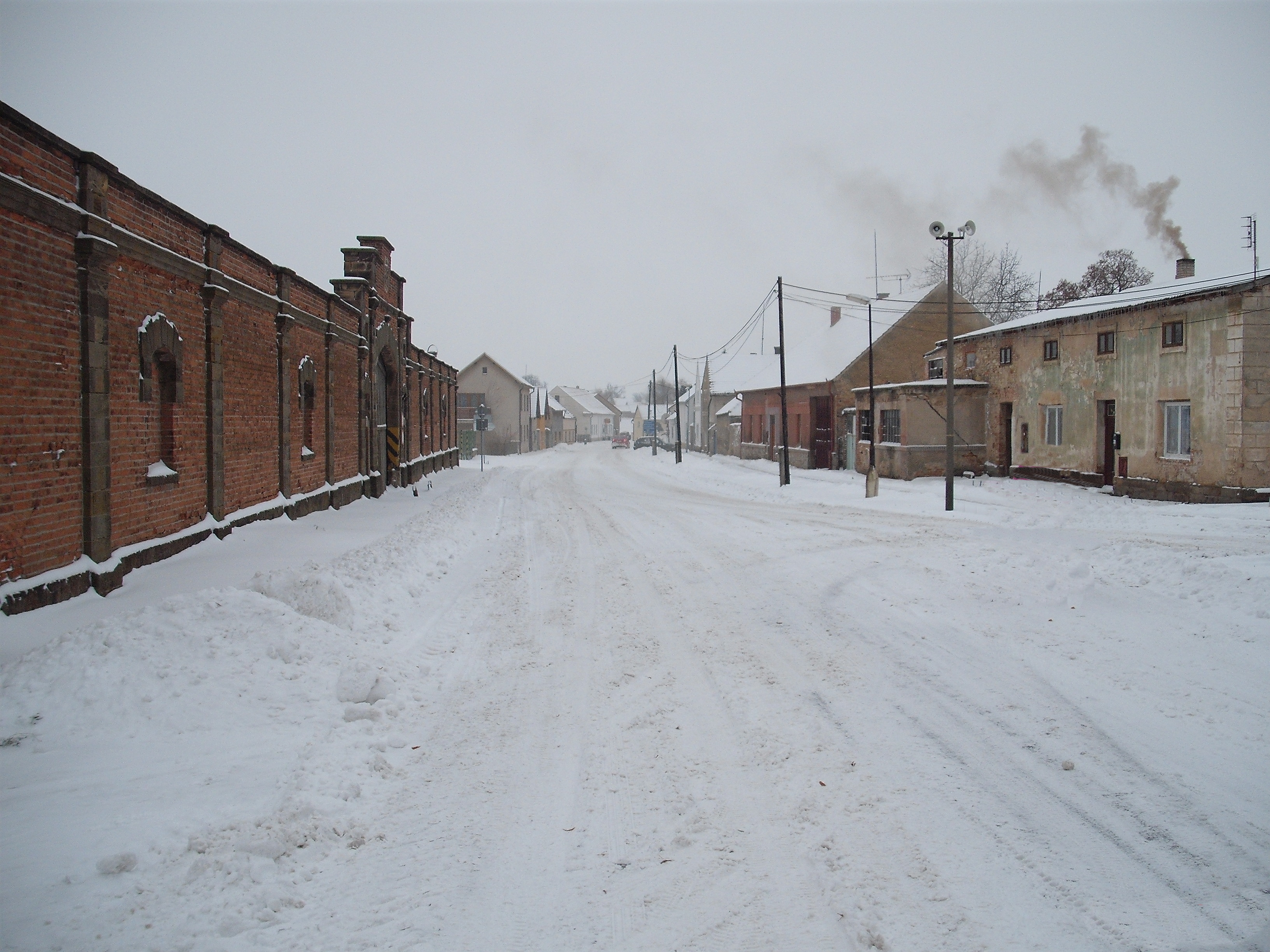
Brána od statku Kinských
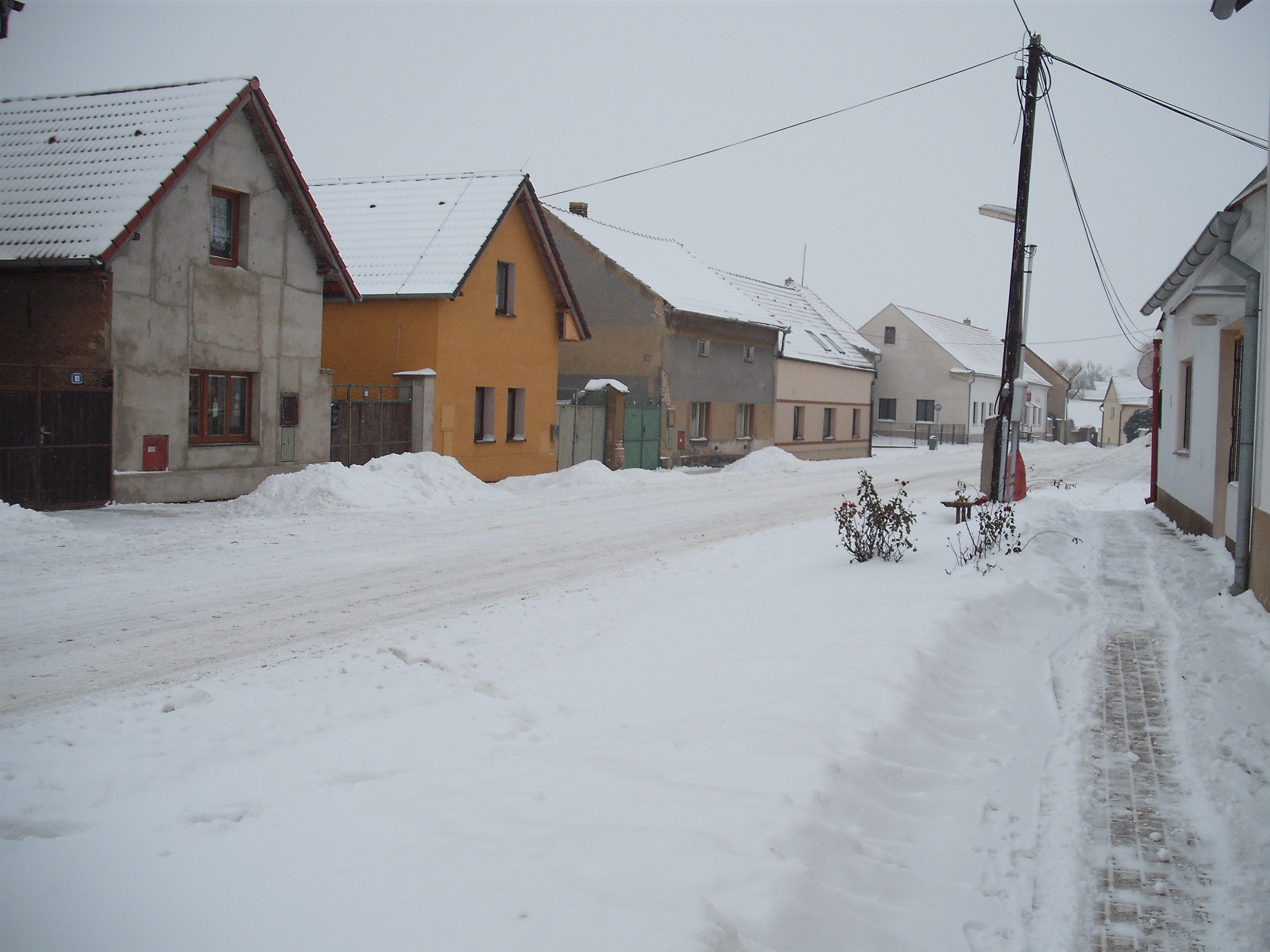
Domky naproti hasičské zbrojnici
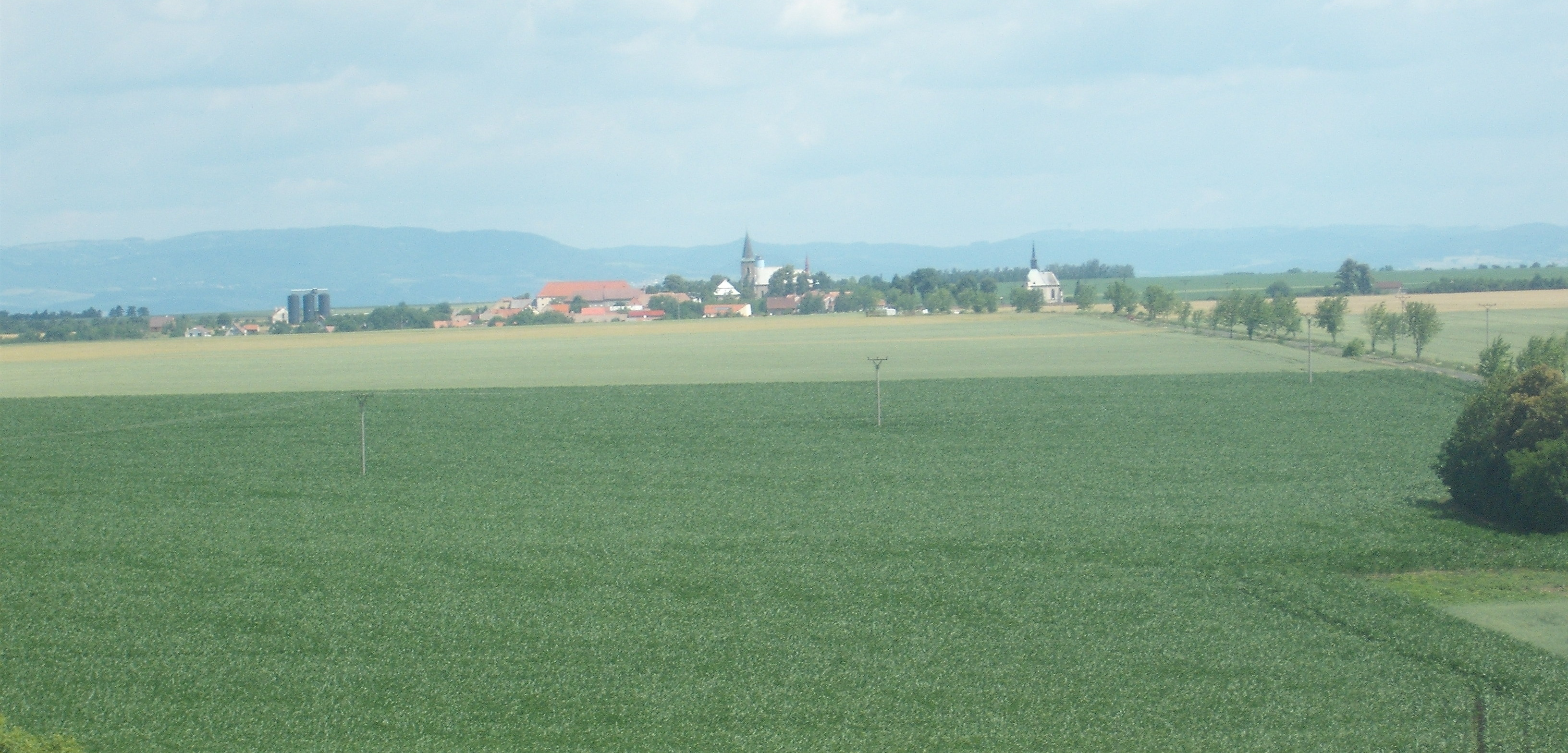
Lokalita Za humny (v pozadí Charvatce)